# Rosario Murillo
Rosario María Murillo Zambrana (Managua, 22 de junio de 1951) es una poetisa y política nicaragüense que se desempeña como copresidenta de Nicaragua desde el 18 de febrero de 2025, junto a su esposo Daniel Ortega. Además, fue vicepresidenta del país de 2017 a 2025 y primera dama de Nicaragua de 2007 a 2025 y de 1985 a 1990.
En 1969 se integró en el movimiento guerrillero Frente Sandinista de Liberación Nacional. Fue cofundadora en los años 1970 del grupo cultural Gradas de oposición a la dictadura somocista. Se marchó al exilio en 1977 involucrada en el trabajo político y organizativo del FSLN. Regresó al país con el triunfo de la 
Revolución Popular Sandinista en 1979. 
Conoció a Daniel Ortega durante su exilio en Costa Rica y desde entonces es su pareja. Su matrimonio eclesiástico se celebró en 2005. Desde 2007 es primera dama de Nicaragua. Durante toda su trayectoria no ha dejado de implicarse en la política, convirtiéndose en una de las figuras más polémicas y figurativas de Nicaragua.  Fue diputada de la Asamblea Nacional de 1984 a 1990. Es coordinadora del Consejo de Comunicación y Ciudadanía.
Ha sido criticada por la degradación de la democracia y sistema político nicaragüense debido a la persecución a la que se ve sometida la oposición política y sus constantes discursos de odio, llegándose a indicar que junto a Ortega han implementado una dictadura similar a la de Somoza.
Tanto Murillo como su esposo Ortega han sido responsabilizados por violaciones sistemáticas de los derechos humanos en informes de distintos organismos como la Oficina de Derechos Humanos de la ONU, Amnistía Internacional, la OEA y la Comisión Interamericana de Derechos Humanos.
Otra característica de su personalidad que impregna también su actividad política es su afición al esoterismo. Prueba de ello es la colocación en las calles de Managua de 140 "árboles de la vida" que los manifestantes en las protestas de 2018 comenzaron a derribar.

## Biografía
Rosario Murillo nació en Managua, el 22 de junio de 1951. Su familia era originaria de Chontales. Su padre, Teódulo Murillo Molina (1915-1996) era un algodonero y dueño de ganado. Su madre Zoilamérica Zambrana Sandino (1926-1973) era una de las sobrinas del general Augusto César Sandino (1895-1934) que luchó contra la ocupación estadounidense en Nicaragua. La familia poseía también tierras ubicadas en el actual balneario El Trapiche. Rosario era la pequeña de cuatro hermanas. La economía familiar permitió que pudiera realizar sus estudios superiores en Gran Bretaña y Suiza de secretariado ejecutivo y donde obtuvo certificados de inglés y francés.
Entre 1967 y 1969 fue profesora de idiomas en Managua, en el colegio Teresiano y en el Instituto de Ciencias Comerciales. En 1969 Murillo se integró al movimiento guerrillero Frente Sandinista de Liberación Nacional. Su "dominio" de los idiomas le permitió trabajar en el diario La Prensa con el director Pedro Joaquín Chamorro y con el poeta y escritor Pablo Antonio Cuadra. Con ellos trabajó durante un década, de 1967 hasta 1977 año de su exilio.

### Inicios como escritora
Empezó a escribir poesía en 1973, tras  la muerte de su hijo ocurrida en el terremoto de 1972. Según se explica en el texto de contraportada de su primer poemario, Gualtayán (1975), la escritura fue para ella "el inicio en el constante ejercicio de los brincos, de un lado a otro, corriendo como la vida misma".
Es también el año que crea con otros intelectuales el grupo Gradas una brigada cultural conformada por poetas, artistas plásticos y músicos. Al inicio organizaban sus conciertos y recitales en las gradas de las iglesias de allí el nombre del grupo y tuvieron que dispersarse por causa de la represión de la dictadura militar de Somoza. En este trabajo me sentía realmente ejerciendo el oficio de escritor: recoger la vida nuestra, escribirla y devolverla esperanzada, ávida de frutas, a su verdadero dueño: el pueblo. En 1974 Rosario Murillo debutó como poeta  en La Prensa Literaria. El siguiente año vio la luz su primer poemario, "Gualtayán". El segundo, "Sube a nacer conmigo" se publicó en 1977.

### Poetisa y guerrillera
Rosario María Murillo Zambrana se convirtió en una guerrillera de las letras; denunciando a la dictadura, pidiendo apoyo hacia la lucha armada en Nicaragua desde el poder de la literatura, su militancia la llevó a la clandestinidad utilizando seudónimos como "Gabriela" "Carolina" o "Berenice Valdemar".  En 1976 fue arrestada en Estelí por alteración al orden público, pero fue liberada al poco tiempo. Una vez en libertad, en 1977 se marchó al exilio. Vivió unos meses en Panamá y Venezuela, donde tejió redes de solidaridad con la lucha sandinista. Luego se estableció en Costa Rica y se dedicó por completo al trabajo político y organizativo del FSLN. 
Desde 1978 comparte la vida con Daniel Ortega, Comandante de la Revolución, miembro de la Junta de Gobierno de Reconstrucción Nacional desde 1979 y su Coordinador de 1981 a 84, expresidente de Nicaragua entre 1984 y 1990 y Secretario General del FSLN y presidente de la República de Nicaragua desde el año 2006. Esta relación ha tenido y sigue teniendo una fuerte incidencia en la vida de la poeta, en la cual la política y la literatura están fusionadas.
En 1980 el poemario de Rosario Murillo "An un bebe que cantar" (1981) obtuvo el recién instaurado Premio de Poesía Joven Leonel Rugama, del Ministerio de Cultura. De 1981 a 1989 formó parte del Consejo Editorial de Barricada, diario del FSLN; de 1981 a 1992 ocupó el cargo de editora de Ventana, suplemento cultural de dicho diario.
De 1981 a 1989 fue Secretaria General de la Unión de Escritores de Nicaragua y desde 1982 a 1989 fungió como Secretaria General de la Asociación Sandinista de Trabajadores de la Cultura (ASTC), una institución que causó un gran impacto en las políticas culturales del país, que tenía como contraparte al Ministerio de Cultura al frente del cual estaba Ernesto Cardenal.
Durante la década sandinista publicó la antología poética "Amar es combatir" (1982), "En las espléndidas ciudades" (1985) y "Las esperanzas misteriosas" (1990). Al perder el FSLN las elecciones en 1990, la poetisa mandó destruir el tiraje completo de su libro "Como los ángeles".  En el 2001 editó el ensayo "El país que soñamos... (o el viaje a la tierra prometida)" ( 2001).

### Trayectoria política
Murillo se integró en el Frente Sandinista de Liberación Nacional en 1969 y militó en el exilio en la década de los 70. A su regreso a Managua tras la caída de la dictadura de Somoza en 1979 formó parte de la denominada "revolución sandinista".
En 1984 fue elegida diputada de la Asamblea Nacional, ocupando el escaño hasta 1990. Luego de que en 1988 el Ministerio de Cultura se convirtiera primero en Dirección General de Cultura del Ministerio de Educación y en 1989 se transformara en Instituto de Cultura, Murillo se desempeñó como su titular hasta los inicios de 1991 tras la derrota electoral de Ortega.
Entre mayo y noviembre del 2001 laboró como Jefa de Prensa y Comunicación de la campaña presidencial del FSLN. En el año 2006 Daniel Ortega ganó las elecciones y retomó al poder con el apoyo de Rosario. En esta etapa Rosario Murillo ha actuado como portavoz del gobierno, es asesora del Frente Sandinista de Liberación Nacional (FSLN) en prensa y comunicación y preside el Consejo de Comunicación y Ciudadanía del Poder Ciudadano.

#### Candidata a la vicepresidencia 2016
El 2 de agosto de 2016 se anunció su inscripción como aspirante a la vicepresidencia del país en la candidatura liderada por el presidente Daniel Ortega para las elecciones de noviembre representado al FSLN - Alianza Unida Nicaragua Triunfa. Una decisión criticada por la oposición como "el inicio de una monarquía" y cuestionada por parte del partido con el argumento de que la candidatura no respeta el liderazgo histórico del movimimiento.  Según una encuesta que se hizo pública en noviembre de 2016 previa a las elecciones, Murillo era la persona que más agrado despertaba en la población de Nicaragua con un 79 % únicamente superada por su esposo con una aceptación del 81,1 %.

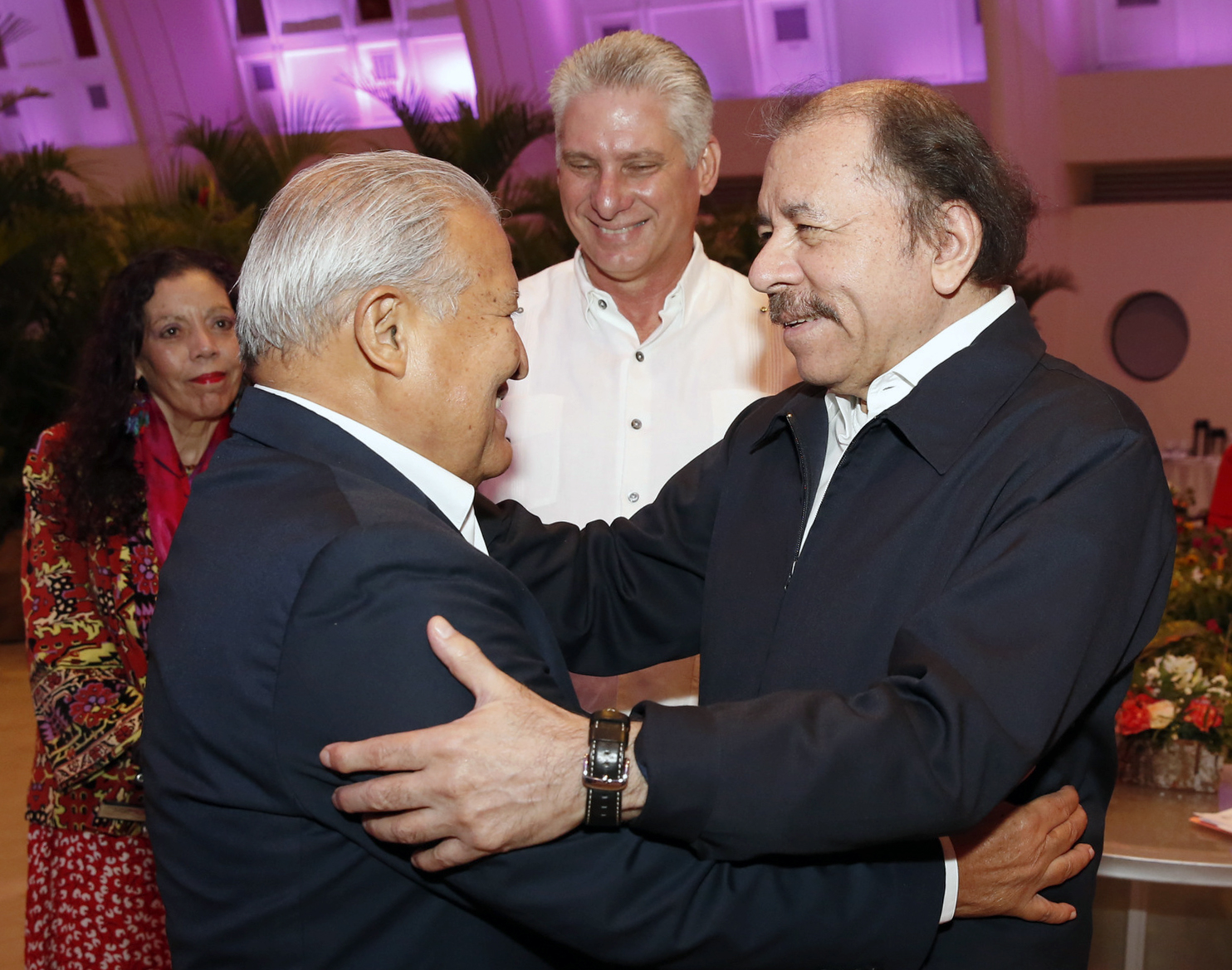
Saludo entre el expresidente salvadoreño Salvador Sánchez Cerén y el presidente nicaragüense Daniel Ortega. En el fondo se encuentran Rosario Murillo, primera dama de Nicaragua, y el presidente de Cuba Miguel Díaz-Canel.

El 16 de noviembre de 2016 el Consejo Supremo Electoral divulgó oficialmente el listado de electos. El 10 de enero de 2017 asumió formalmente el cargo.

### Fundación para la Promoción del Amor
Desde 1998 es Presidenta de la Fundación para la Promoción del Amor (FUNDAMOR) una fundación que tiene por objetivo "contribuir al auto-conocimiento humano, el desarrollo de la autoestima individual y colectiva, el respeto, el amor, la comprensión y la tolerancia, la armonía y la solidaridad en todos los niveles de las relaciones humanas; el respeto, amor y armonía en las relaciones con la naturaleza y el universo; la salud física, mental y espiritual de los seres; el crecimiento y la evolución cultural y espiritual de las personas y de la sociedad en general."

## Familia

### Hijos
A lo largo de toda su vida, Rosario Murillo tuvo un total de 10 hijos. Su primer hijo nació cuando Rosario era apenas una adolescente de 16 años de edad, y su último hijo cuando tenía ya 38 años. En su vida amorosa, Rosario Murillo tuvo cuatro parejas. 
- Hijos con Jorge Narváez Parajón (1967-1968):
  - En 1967 nació su primera hija Zoilamérica Narváez Murillo, fruto de su relación con Jorge Narváez Parajón. Esta hija (siendo aún niña) fue adoptada por Daniel Ortega el cual le dio su apellido. Años después, Zoilamerica acusó y denunció a su padrastro (Daniel Ortega) por el delito de violación. Nunca tuvo buena relación con su hija,a quien llegó a arrojar de una ventana en septiembre de 1990,mientras se encontraba en rehabilitación tras una operación de la pierna.[25] Retomó el apellido del padre biológico y deshecho el apellido Ortega. En la actualidad vive en Costa Rica.
  - En 1968 nació su segundo hijo Rafael Antonio Narváez Murillo, fruto también de su relación con Jorge Narváez Parajón. Este hijo (siendo aún niño) fue adoptado por Daniel Ortega, el cual le dio su apellido. Desde esa vez, pasó a llamarse Rafael Antonio Ortega Murillo. En la actualidad, es considerado el hijo mayor del matrimonio Ortega Murillo.

- Hijos con Anuar Moisés Hassan Morales (1971-1972):
  - En 1971 nació su tercer hijo Anuar Joaquín Hassan Murillo, fruto de su relación con Anuar Moisés Hassan Morales. Pero cabe mencionar que este bebé falleció un año después, aplastado por el terrible Terremoto de Nicaragua de 1972.

- Hijos con Carlos Vicente "Quincho" Ibarra (1973-1977):
  - Rosario Murillo no tuvo ningún hijo con esta pareja. Rosario Murillo estuvo con Carlos Vicente desde 1973 hasta 1977.

- Hijos con Daniel Ortega Saavedra (1977-actualidad):[26][27]
  - En 1977 nació su cuarto hijo Carlos Enrique Ortega Murillo, fruto de su relación con Daniel Ortega Saavedra.
  - En 1980 nació su quinto hijo Daniel Edmundo Ortega Murillo, fruto de su relación con Daniel Ortega Saavedra.
  - En 1981 nació su sexto hijo Juan Carlos Ortega Murillo, fruto de su relación con Daniel Ortega Saavedra.
  - En 1982 nació su séptimo hijo Laureano Facundo Ortega Murillo,[28] fruto de su relación con Daniel Ortega Saavedra.
  - En 1985 nació su octavo hijo Maurice Facundo Ortega Murillo, fruto de su relación con Daniel Ortega Saavedra.
  - En 1987 nació su novena hija Camila Antonia Ortega Murillo,[29] fruto de su relación con Daniel Ortega Saavedra.
  - En 1989 nació su décima hija Luciana Catarina Ortega Murillo, fruto de su relación con Daniel Ortega Saavedra.

Según Esmeralda Cardenal compañera de Rosario Murillo en el diario La Prensa y amiga, a los 15 años, cuando Rosario Murillo regresó de vacaciones de Europa donde estaba estudiando, conoció a Jorge Narváez, su primer esposo y salió embarazada. A pesar de que Rosario no quería casarse con él, su madre la obligó. Narváez es el padre de Zoilamérica, la hija primogénita de Rosario. A pesar de las desavenencias tuvo un segundo hijo del matrimonio, Rafael. Finalmente se separó y empezó a trabajar en el diario La Prensa, allí conoció al que sería su segundo marido, el periodista de sucesos Anuar Hassan. Con él tuvo su tercer hijo, que murió en el terremoto de Managua de 1972.
En 1977 Rosario decidió exiliarse. Entonces tenía como pareja a Carlos Vicente "Quincho" Ibarra que también se sumó a la petición de asilo en la Embajada de Venezuela en Nicaragua.  Rosario Murillo y Quincho Ibarra se fueron de Nicaragua a Venezuela, de ahí a Panamá y finalmente a Costa Rica donde comenzaría la relación amorosa con Daniel Ortega. La casa de seguridad donde vivía Murillo en Costa Rica era la oficina de propaganda internacional del Frente Sandinista.

### Relación con Daniel Ortega
Ambos habían nacido en el barrio de San Antonio de Managua aunque apenas se relacionaron en esa época y Rosario tenía más contacto con su hermano menor. Se reencontraron durante el exilio en 1977 en un museo en Caracas.
Murillo relató el encuentro con Ortega en mayo del 2004: “Enrique (nombre de guerra de Daniel) y yo nos reencontramos, en Caracas, después de vidas con sueños en común, y en soledades, luego de su salida de la cárcel. Sin que nadie nos hubiese convocado —¿cita de la Providencia, del destino, de la mano, de los designios de Dios?— el hado nos reuniría en la casa-museo de Simón Bolívar, en el centro de la capital de Venezuela”.
Daniel Ortega por su parte explicó que durante sus años de cárcel de 1967 a 1974 leía a Rosario en La Prensa. "Nunca antes nos hemos encontrado, pero hubo como una intuición… Nos identificamos inmediatamente, empezamos a conversar y de allí, seguimos desarrollando la relación”.
En 1979 cuando los sandinistas derrocaron a Anastasio Somoza, la familia Ortega Murillo se trasladó a Managua. En 2005, año preelectoral, celebraron un casamiento eclesiástico dirigido por el Arzobispo emérito Cardenal Miguel Obando y Bravo, que fue interpretado por la oposición como un acto para atraer el voto católico. Ortega y Murillo ante las críticas declararon entonces que era una ceremonia "de renovación de votos" y que ya habían contraído matrimonio a finales de 1978 en Costa Rica en una ceremonia oficiada por el sacerdote guerrillero, ya fallecido, Gaspar García Laviana.
Rosario Murillo ha tenido 10 hijos, 7 de ellos con Daniel Ortega.
Los ocho hermanos Ortega Murillo que viven en Nicaragua tienen rango de asesores presidenciales, controlan el negocio de la distribución del petróleo y dirigen la mayoría de los canales de televisión en el país y compañías de publicidad que son beneficiadas con contratos estatales.

### Relación con su hija Zoilamérica
El 22 de mayo de 1998 su hija primogénita Zoilamérica Narváez Murillo denunció haber sido abusada sexualmente desde los 11 años por su padrastro Ortega, Murillo se posicionó a favor de su marido y dijo sentirse "avergonzada" de su primogénita:  “Les digo con toda franqueza, me ha avergonzado terriblemente que a una persona con un currículo intachable se le pretendiera destruir y (que) fuese mi propia hija la que por esa obsesión y ese enamoramiento enfermizo con el poder quisiera destruirla cuando no vio satisfecha su ambición”
El caso no trascendió por la vía legal debido a que Ortega gozaba de inmunidad como expresidente (1980-1990) y porque la causa había prescrito, según la justicia nicaragüense. Debido a su denuncia, Zoilamérica se vio obligada a exiliarse en Costa Rica.
El 8 de marzo de 2008 con motivo del Día de la Mujer y con referencias a una campaña que Rosario Murillo estaba desarrollando en el país con el lema "todo es posible con el poder del amor" se escenificó una reconciliación pública durante un programa de radio. Zoilamérica en 2016 denuncia la impunidad en Nicaragua y critica la concentración de poder en el país.

## Publicaciones
- 1957, Gualtayán  Poesía.  Managua. Ediciones El Pez y la Serpiente / Editorial Unión)
- 1977, Sube a nacer conmigo Poesía y prosa. Managua. Ediciones El Pez y la Serpiente
- 1981, Un deber de cantar Poesía. Managua. Ministerio de Cultura
- 1982, Amar es combatir (antología) Managua. Editorial Nueva Nicaragua
- 1985, En espléndidas ciudades Poesía. Editorial Nueva Nicaragua. Colección Letras de Nicaragua
- 1990, Las esperanzas misteriosas Poesía.  Managua: Editorial Vanguardia.
- Como los ángeles.
- 2001, El país que soñamos (el viaje a la tierra prometida)  Ensayo. Managua: Ediciones Caminodeamor.
- Plena primavera.